# Make My Heart
Singles de Toni Braxton
Yesterday
(2009) Hands Tied
(2010)
Make My Heart est une chanson de la chanteuse Toni Braxton, sortie le 9 février 2010. Second single extrait de l'album Pulse, elle est écrite par Lucas Secon, Makeba Riddick, Joesph Wayne Freeaman, Aubrey. A Cravatt, Theodore Life, JR et composée par Lucas Secon. "Make My Heart" contient un extrait de la chanson "We're Going To A Party", interprétée par Eveln Chamapgne.

## Composition
"Make My Heart" est un titre R&B qui parle de l'effet d'un homme sur l'interprète.

## Performance commerciale
La chanson obtient la 29e meilleure position du Billboard Top R&B/ Hip-Hop Albums.

## Vidéoclip
La vidéo est dirigée par Bille Woodruff. On y voit Toni habillé de manière sexy dansant avec une troupe de danseurs dans un hangar, accompagnée à la fin de sa mère Evelyn ainsi que de ses sœurs Traci, Trina, Towanda et Tamar. Toni Braxton Make My Heart official vidéo Youtube

## Pistes et formats
iTunes digital EP
1. Make My Heart — 3:27

Remix EP - Part 1
1. Make My Heart (Dario Caminita & Andrea Corelli Radio Edit)
2. Make My Heart (Dario Caminita & Andrea Corelli Remix)
3. Make My Heart (Dario Caminita & Andrea Corelli Dub Trip)
4. Make My Heart (Justin Michael & Kemal Radio Mix)
5. Make My Heart (Justin Michael & Kemal Remix)
6. Make My Heart (Chris Malinchak Remix)
7. Make My Heart (Aqua Diva Radio Edit)
8. Make My Heart (Aqua Diva Vocal Mix)
9. Make My Heart (Aqua Diva Dub)
10. Make My Heart (Anthony Louis & Andrea Monta Club Mix)
11. Make My Heart (DJ Kharma Radio Edit)
12. Make My Heart (DJ Kharma Extended Mix 1)

Remix EP – Part 2
1. Make My Heart (Kim Fai Remix)
2. Make My Heart (Norman Doray Olympic Remix)
3. Make My Heart (Norman Doray Olympic Dub)
4. Make My Heart (Behrouz Club Mix)
5. Make My Heart (Hagenaar & Albrecht Vocal Mix)
6. Make My Heart (Hagenaar & Albrecht Dub)
7. Make My Heart (Stereo Palma Vocal Club Mix)
8. Make My Heart (Stereo Palma Dub)
9. Make My Heart (Siege Vocal Mix)
10. Make My Heart (Siege Dub)

Remix EP - Part 1
1. Make My Heart (Mutha Funkaz Remix) - 8:15
2. Make My Heart (Mutha Funkaz Dub of Love Remix) - 7:48
3. Make My Heart (Mutha Funkaz PsychoGhettoDisco Remix) - 5:22
4. Make My Heart (Mutha Funkaz Video Edit) - 6:12
5. Make My Heart (Mutha Funkaz Instrumental Remix) - 8:15
6. Make My Heart (Original Mix) - 3:34

Remix EP - Part 2
1. Make My Heart (The Layabouts Deepen Our Hearts Vocal) - 8:06
2. Make My Heart (The Layabouts Deepen Our Hearts Dub) - 7:49
3. Make My Heart (Kaytronik's Heartbeat Dub) - 5:49
4. Make My Heart (Geoffery C Raw House Dub) - 7:11
5. Make My Heart (Kaytronik's Heartbeat Dubmental) - 5:45
6. Make My Heart (Geoffery C Raw House Dubstrumental) - 7:11
7. Make My Heart (The Layabouts Deepen Our Hearts Instrumental) - 8:06

Remix EP - Part 3
1. Make My Heart (Quentin Harris Vocal) - 6:11
2. Make My Heart (Quentin Harris Instrumental) - 6:10
3. Make My Heart (Quentin Harris Dub) - 6:30

## Classement hebdomadaire
| Chart (2010)             | Peak position |
| ------------------------ | ------------- |
| US Hot R&B/Hip-Hop Songs | 29            |